# 알렉세이 베레주츠키
알렉세이 블라디미로비치 베레주츠키(러시아어: Алексей Владимирович Березуцкий, Aleksei Vladimirovich Berezutski, 1982년 6월 20일 ~ )는 현재 CSKA 모스크바의 수석 코치를 맡고 있는 러시아의 전직 축구 선수이자 현 축구 지도자로 포지션은 센터백이었으며 중국 슈퍼리그 상하이 선화의 수석 코치로 재직 중인 바실리 베레주츠키의 쌍둥이 형으로도 알려져 있다.

## 수상

### 클럽
CSKA 모스크바
- UEFA 컵 (1): 2005
- 러시아 프리미어리그 (6): 2003, 2005, 2006, 2012–13, 2013–14, 2015–16
- 러시아 컵 (7): 2001–02, 2004–05, 2005–06, 2007–08, 2008–09, 2010–11, 2012–13
- 러시아 슈퍼컵 (5): 2004, 2006, 2007, 2009, 2013

### 국가대표
러시아
- UEFA 유럽 축구 선수권 대회 : 2008 3위